# Académie d'Åbo
Ne doit pas être confondu avec Académie royale d'Åbo.
Åbo Akademi (/ˈoːbu ɑkɑdeˈmiː/ ; formellement Åbo Akademi, Finlands svenska universitet : Académie d'Åbo, université suédophone de Finlande) est une université finlandaise de langue suédoise, située dans la ville de Turku (appelée Åbo en suédois). Fondée en 1918, c'est la seconde université de Finlande après celle de Helsinki, ainsi que la seule université suédophone en dehors de Suède ayant plus d'une faculté.
Elle ne doit pas être confondue avec l'Académie royale d'Åbo (fondée en 1640 et transférée après le grand incendie de 1827 pour devenir l'université impériale Alexandre de Helsingfors, renommée en université d'Helsinki après l'indépendance), ni avec l'université de Turku (en suédois : Åbo universitet), sa contrepartie finnophone.
Elle forme environ 8 000 étudiants par an.

## Départements
- Département de littérature (1918)

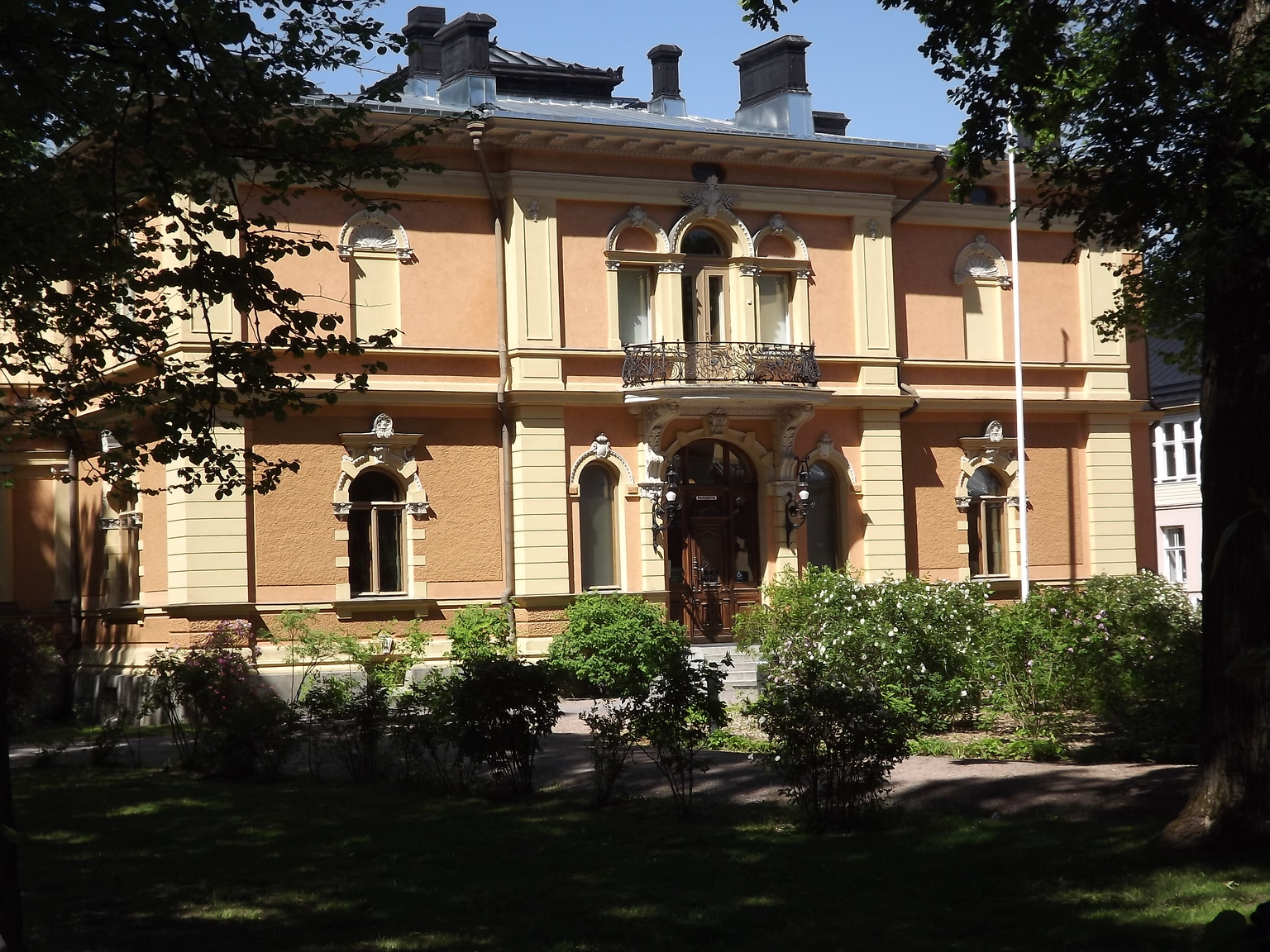
Bâtiment Humanisticum.

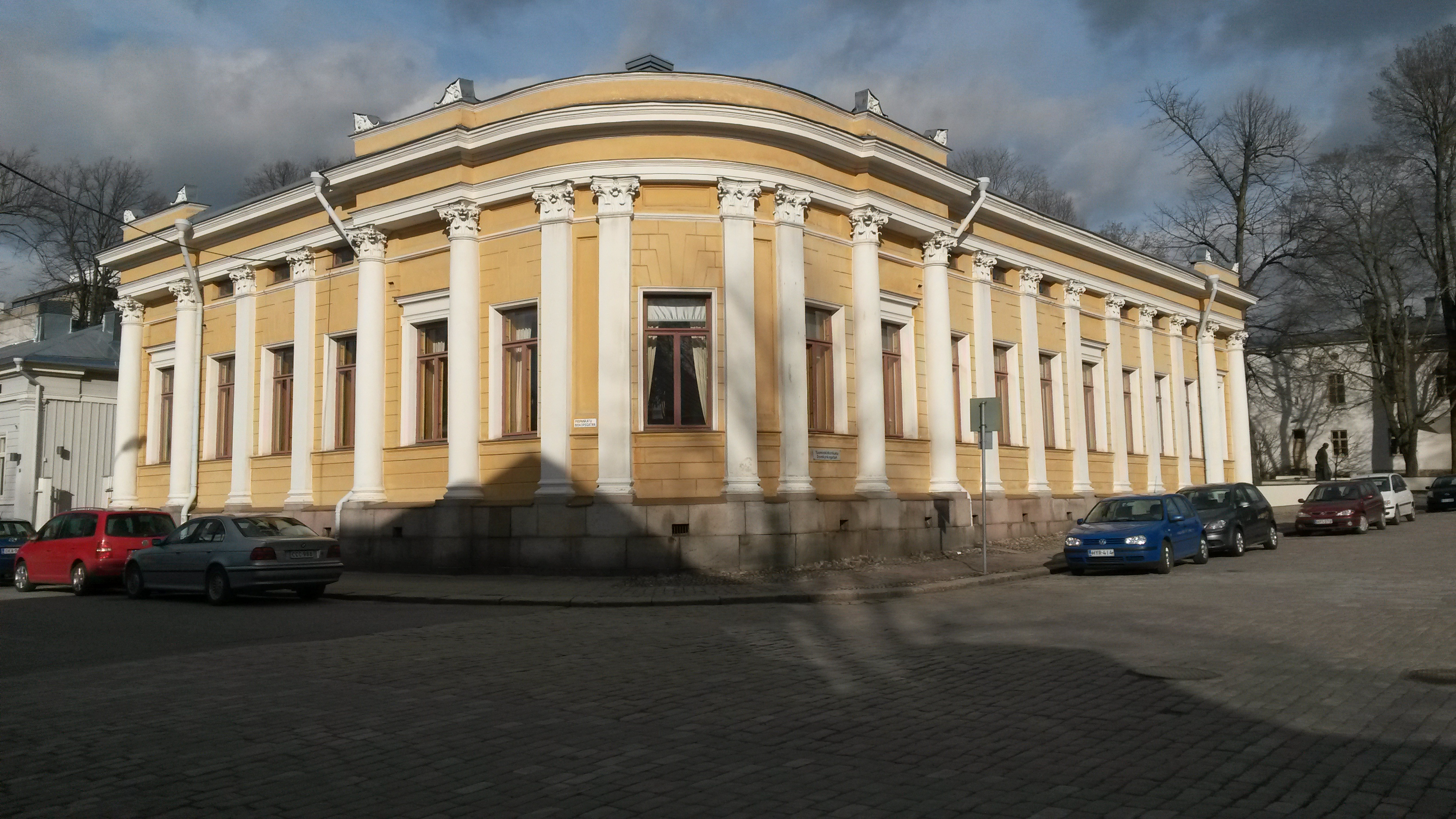
Bâtiment Theologicum.

- Département de mathématiques et sciences Naturelles (1918)
- Département de technique (1920) (autrefois département de Chimie et Techniques)
- Département de théologie (1924)
- Département de sciences économiques et Politiques (1980)
- À Vaasa :
  - Département d'enseignement et pédagogie (1974)
  - Département de sciences Sociales et de médecine (1992)